# RIPE Atlas
RIPE Atlas是RIPE网络资源协调中心2010年创立的全球性和分布式的互联网测量平台，由数千台实时测量网络连接性的设备组成，该平台提供的开放数据在数百篇新闻报道和研究中被引用。

## 技术细节
测量设备有两种：Probe和Anchor。Probe是小型USB供电设备；Anchor是1U机架安装设备。
- 测量类型：Probe和Anchor在IPv4和IPv6栈运行traceroute、ping、DNS、NTP、TLS和HTTP等测量。

- Probe：
  - 第1代和第2代：Lantronix XPort Pro[1]
  - 第3代：TP-Link无线路由器（TL-MR 3020）的定制版[2]
  - 第4代：NanoPi（英语：Nano Pi） NEO Plus2单片机[3]
  - 第5代：由捷克网络信息中心（英语：CZ.NIC）设计的Turris MOX变种[4]

- Anchor：
  - 第2代：Soekris Net6501-70主板，位于1U 19英寸机架式机箱中，加装固态硬盘
  - 第3代：PC Engines APU2C2/APU2C4位于1U 19英寸机架式机箱中，加装固态硬盘

- Probe和Anchor也可在虚拟机上运行，方便其他机构利用现有的服务器基础设施[5][6]。

- 2015年9月版的Internet Protocol Journal详细介绍了后端架构[7]。

## 社区

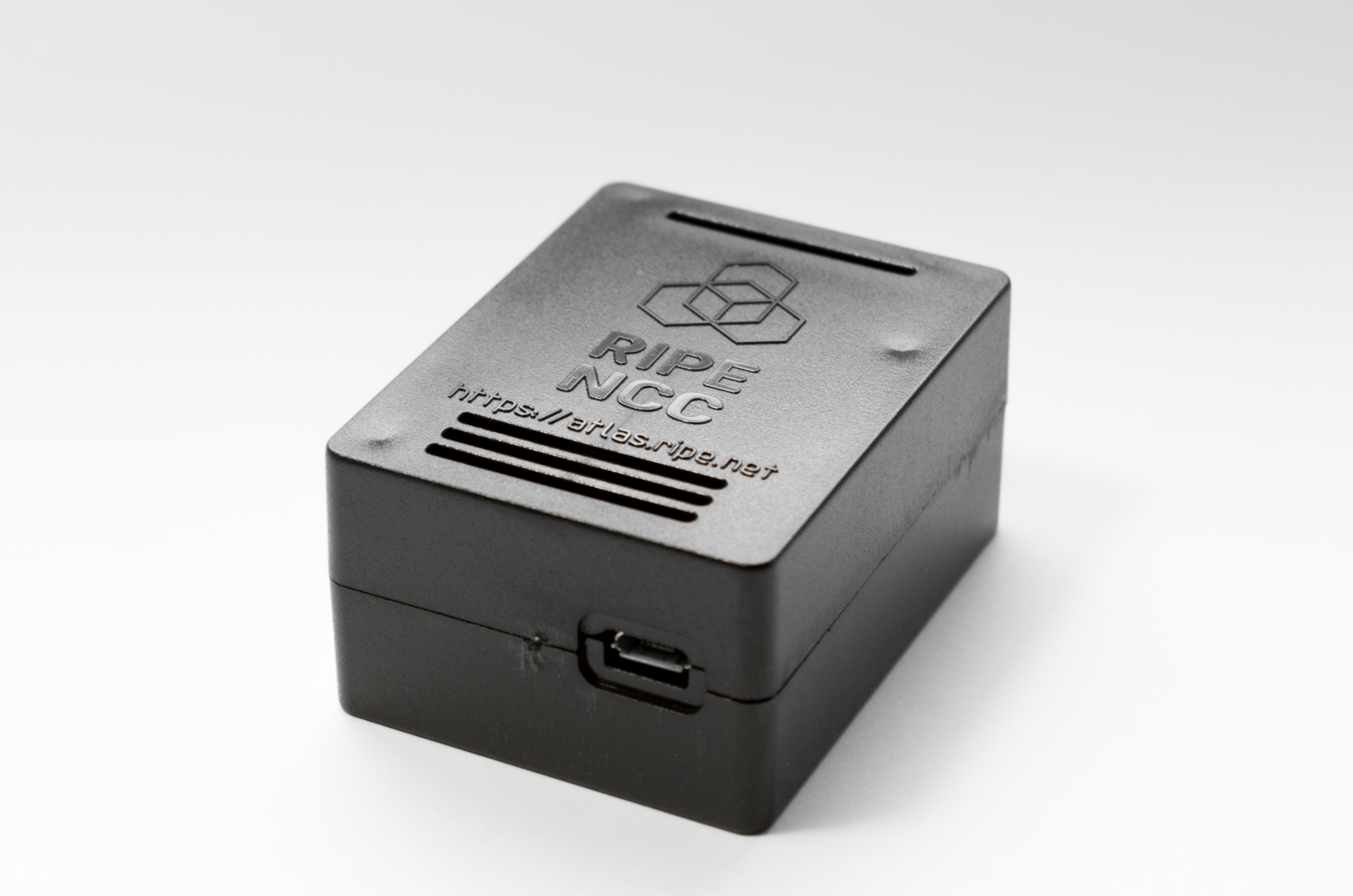
RIPE Atlas探针（第4代）

任何人都可以志愿运行一台RIPE Atlas探针。RIPE邮寄免费的硬件探针，可插入家庭路由器或者数据中心机器。志愿者亦可在自有设备上安装软件探针。
希望针对其网络进行额外测量的组织可设立RIPE Atlas Anchor。截至2024年，维基媒体基金会在其网络上运作多台Anchor来测量可访问性和延迟。
为了保证网络的公平使用，平台采用了类似BOINC Credit System的信用系统，启动自定义测量（UDM）需要消耗相应的点数，这些点数可以通过运作探针获得，也可以由他人转入。